# Pleurophomopsis lignicola
Pleurophomopsis lignicola är en svampart som beskrevs av Petr. 1924. Pleurophomopsis lignicola ingår i släktet Pleurophomopsis och familjen Melanommataceae.   Inga underarter finns listade i Catalogue of Life.